# Linyi (köping)
Linyi (kinesiska: 临邑镇, 临邑) är en köping i Kina. Den ligger i provinsen Shandong, i den östra delen av landet, omkring 60 kilometer norr om provinshuvudstaden Jinan. Antalet invånare är 45 667. Befolkningen består av 22 944 kvinnor och 22 723 män. Barn under 15 år utgör 17,0 %, vuxna 15-64 år 74 %, och äldre över 65 år 8,0 %.
Genomsnittlig årsnederbörd är 770 millimeter. Den regnigaste månaden är juli, med i genomsnitt 304 mm nederbörd, och den torraste är januari, med 5 mm nederbörd.